# Tines del Docte
Les tines del Docte és una obra del municipi de Mura (Bages) protegida com a bé cultural d'interès local.

## Descripció
Es tracta de dos grups de tines se situen al camí abans d'arribar a l'ermita de Santa Creu del Palou.
El primer grup el forma un conjunt de tres tines de planta circular i tres barraques. La part inferior de les tines és feta de pedra i morter de calç i l'interior està recobert de rajoles de ceràmica envernissada lleugerament corbades. A la part superior dels murs, construïda amb pedra sense material d'unió, hi ha les entrades a les tines. Sobre els murs s'estén el voladís, fet de pedres més planes. La coberta és feta amb el mètode d'aproximació de filades i al damunt hi ha una capa de sorra i pedruscall. Observant el conjunt de cara a les portes d'entrada a les tines, descrivim les edificacions d'esquerra a dreta.
La tina número 1 ha perdut la coberta.
La tina número 2 té dues llindes. L'entrada s'estreny per emmotllar-se a la mida de les llindes. A sota la coberta hi ha un tronc encastat on es penjava una corda que servia per subjectar-se mentre es trepitjava el raïm.
La tina número 3 té dues llindes. A la llinda exterior hi ha la data "1873". Al mur oposat a l'entrada hi ha una finestra.
El segon grup consta de dues tines independents entre elles, dues barraques i una edificació. Les dues tines tenen el dipòsit de planta circular, una d'elles, però, queda inscrita en una edificació rectangular. El sistema constructiu és el mateix que per l'altre grup de tines. Totes dues han perdut la coberta i es troben en un estat de conservació dolent.
El conjunt té un total de cinc barraques i una edificació auxiliar.
En el primer grup cada tina, a la part del darrere, té la barraca corresponent. Estan molt enrunades.
Pel que fa al segon grup una de les barraques està ben conservada és la que correspon a la tina que té la planta circular, tant a l'interior com a l'exterior. Aquesta, construïda en pedra seca, és de planta rectangular i coberta de falsa cúpula. L'interior està ben conservat, hi trobem el broc de la tina i un amagatall.
L'altra barraca es troba en un estat ruïnós.